# Choroedocus violaceipes
Choroedocus violaceipes är en insektsart som beskrevs av Miller, N.C.E. 1934. Choroedocus violaceipes ingår i släktet Choroedocus och familjen gräshoppor. Inga underarter finns listade i Catalogue of Life.